# Paul Kiærskou

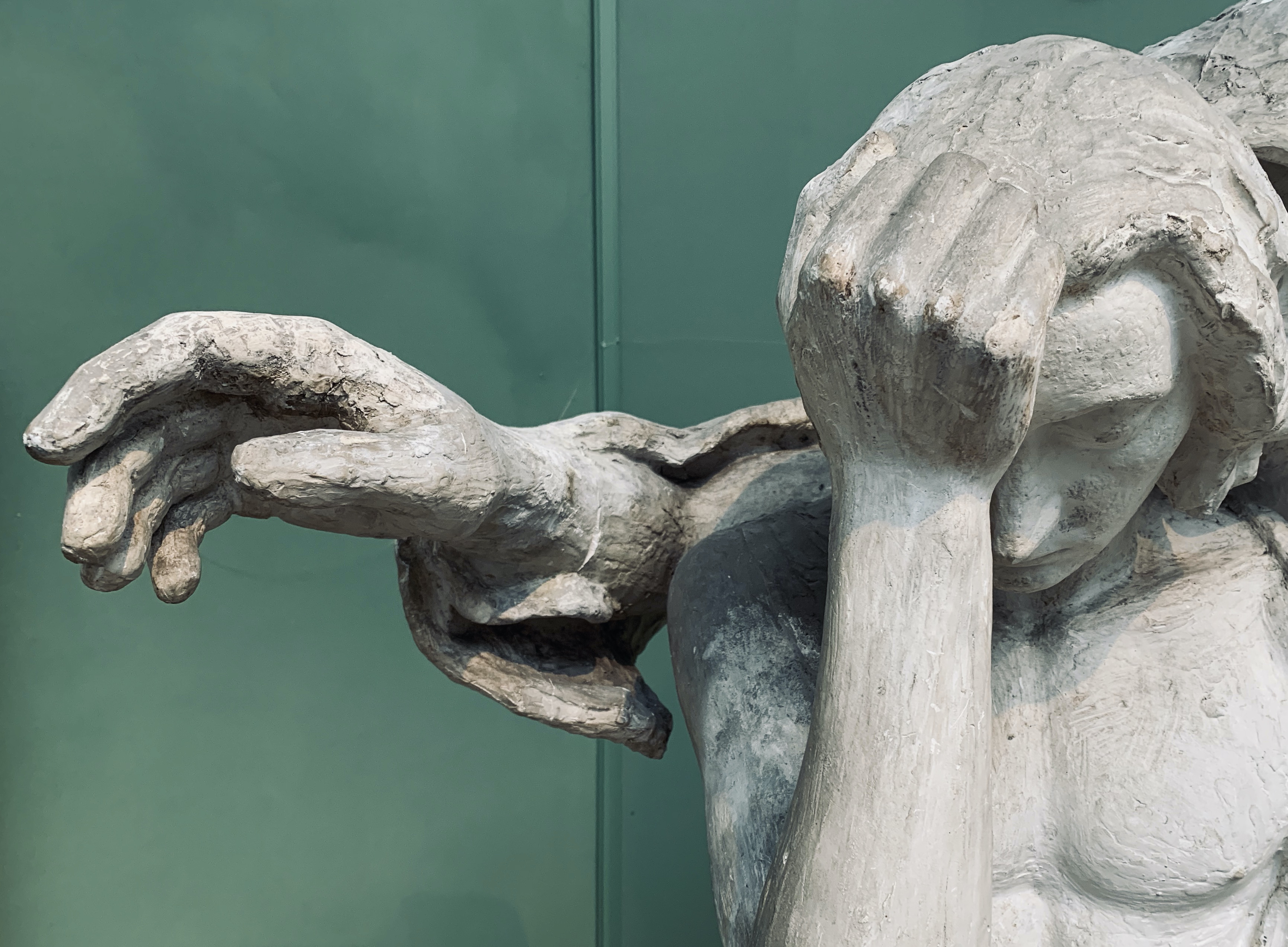
Paul Kiærskou, Jesus fristes af Djævlen, 1933

Paul Andreas Kiærskou, född 29 mars 1900 i Tølløse, död 15 april 1933 i Köpenhamn, var en dansk bildhuggare.
Paul Kiærskou var son till trädgårdsmästaren Aage Kiærskou (1872–1953) och Mathilde Jensen (1870–1934). Han genomgick ett förberedande år på Det tekniske selskabs skole (1916-1917), där han fick undervisning i teckning, innan han blev antagen till Kunstakademiet i Köpenhamn i september 1917. Här fick han undervisning av bildhuggaren Einar Utzon-Frank och arbetade länge i hans ateljéer och som medhjälpare till målaren Joakim Skovgaard. Med stipendier från akademin företog han resor till Italien (1922), London (1923) och Berlin (1927). Han lämnade akademin i april 1925. Kunstnernes efterårsudstilling 1920 blev hans första utställning, som han återkom till 1929-1930. Hans verk ställdes även ut på Charlottenborg (1923–1927 & 1929–1930), Den frie udstilling (1932–1934) samt på de danska utställningarna i Oslo (1931), världsutställningen i Bryssel (1935), Riga, Warszawa och Budapest (1936), Bukarest (1936-1937) och Belgrad (1937). Tillsammans med den nära vännen Elof Risebye och Oluf Gjerløv-Knudsen drev han den privata konstskolan Privatakademiet 1923-1925.
Kiærskous konst omfattar religiösa teman, exempelvis skulpturerna Staaende Kristusfigur (1925), Rytterfigur David (1926), Svævende Kristusfigur som uppfördes i Ansgarkyrkan i Aalborg (1929), till vilket han också bidrog med en altartavla och andra reliefer (1929-1931), Relieffet Hermod paa Sleipner (1932) och Kristus og Satan (1933). Han skapade även skulpturer av den nära vännen Elof Risebye, som också räknas som hans huvudverk, och skulpturer av djur.

## Erkännanden
- Neuhausens præmie (1925, 1927 & 1929)
- Eckersbergmedaljen (1931)